# Årtull

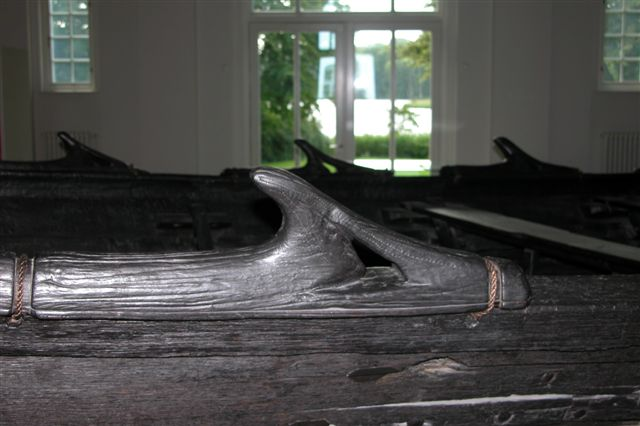
Nydamskeppets hå med hål för håband

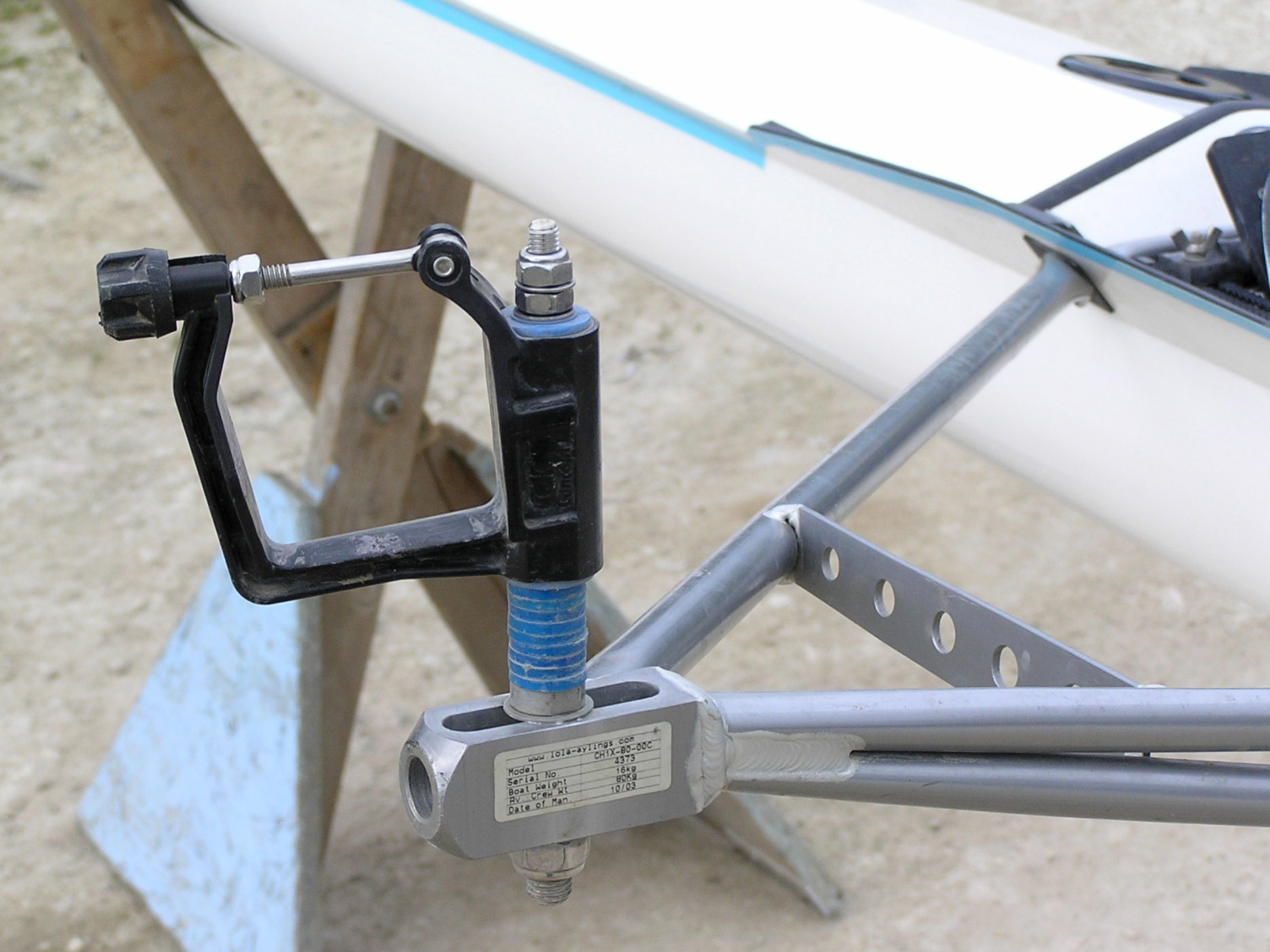
Utriggare, ett fäste för åror till exempel på en dubbelsculler

Årtull, årklyka, årgaffel, årfäste eller hå med mera är olika namn för årors stödanordning ombord roddbåtar. De är förekommer främst på relingen, däcket eller det inre sudbandet, men kan även sittas i fartygssida genom så kallade årluckor. På vilket sätt åran ligger an under rodd skiljer sig utefter kuster, sjöar och även mellan olika båtar. 

## Konstruktion
Historiskt har årtullar sett olika ut. Norrländska båtar har in i modern tid haft liknande konstruktioner till de hos Nydamskeppet. Dessa liknar en hajfena och torde ha givit namn till håkärringen (”haj-kärring”) eller vise versa.
Moderna roddbåtar har oftast årklykor, vilka är tillverkade i metall och sätts i motsvarande beslag i tullbordet eller i klampar på däcket. Lösa årtullar är ofta säkrade med en liten lina för att undvika att de går överbord och förloras. På större roddbåtar kan årklykorna vara fast monterade och nedfällbara. I dagligt tal förekommer det att även årklyka kallas för årtull. Årtullarna är placerade parvis, på båtens styrbords- respektive babordssidor. En del långsmala båtar som till exempel giggar kan ha årtullar växelvis placerade. En båt kan ha ett eller flera par årtullar, beroende på dess storlek och hur många roddare som den avses för.

## Årtullens delar
En årtull består av en eller två kraftigt utformade pinnar av trä eller metall som är vertikalt och parallellt monterade tullbordet på en båt som saknar däck. Båtar med däck har klampar för att fästa årklykor eller tullpinnar i. Under rodd placeras en åra mellan dessa pinnar så att den får stöd. På Öland, Gotland och i Blekinge har man använt en tullapinne av trä eller metall för varje åra, på åran finns en motsvarande ögla. Detta sätt gör det möjligt att vid fiske kunna ha årorna beredda i vattnet, nackdelen är att det ej går att skeva årorna under rodd.  
Svenska marinens roddbåtar kan vara olika slupar eller giggar, byggda med årluckor eller ett urtag för åran i den övre förstärkta bordgången. Urtaget är förstärkt med en skoning av metall och de runda årorna är klädda med ett förband av läder som förhindrar slitage.

## Utriggare
Utriggare är en anordning på smala roddbåtar, som på Bolmenekan och många båtar idag som används för tävlingsändamål. Den möjliggör att årfästet kan placeras utanför båten, för att erhålla ett större moment i förhållande till båtens bredd vid rodd.

## Galleri

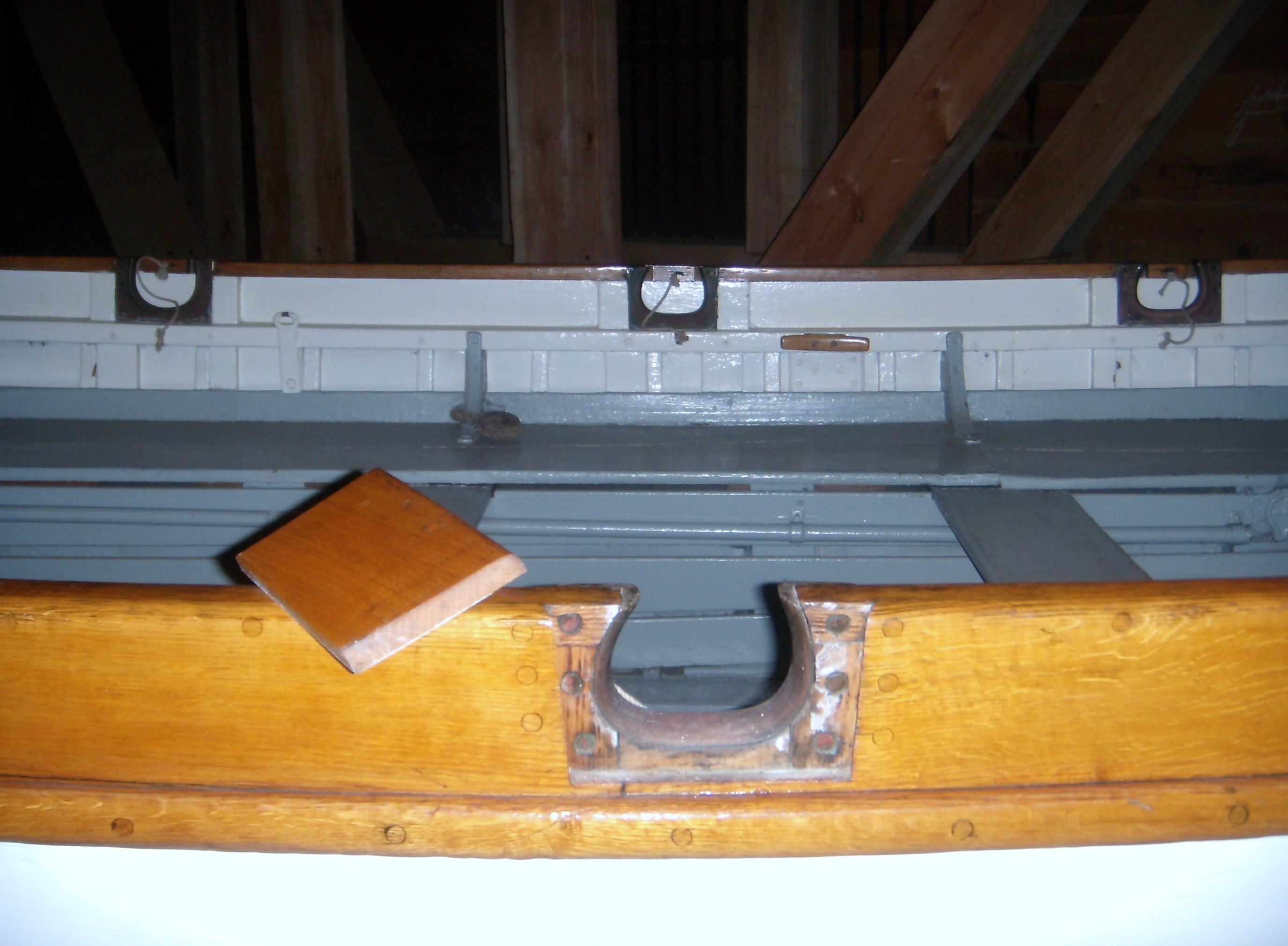
Årluckor på en roddslup
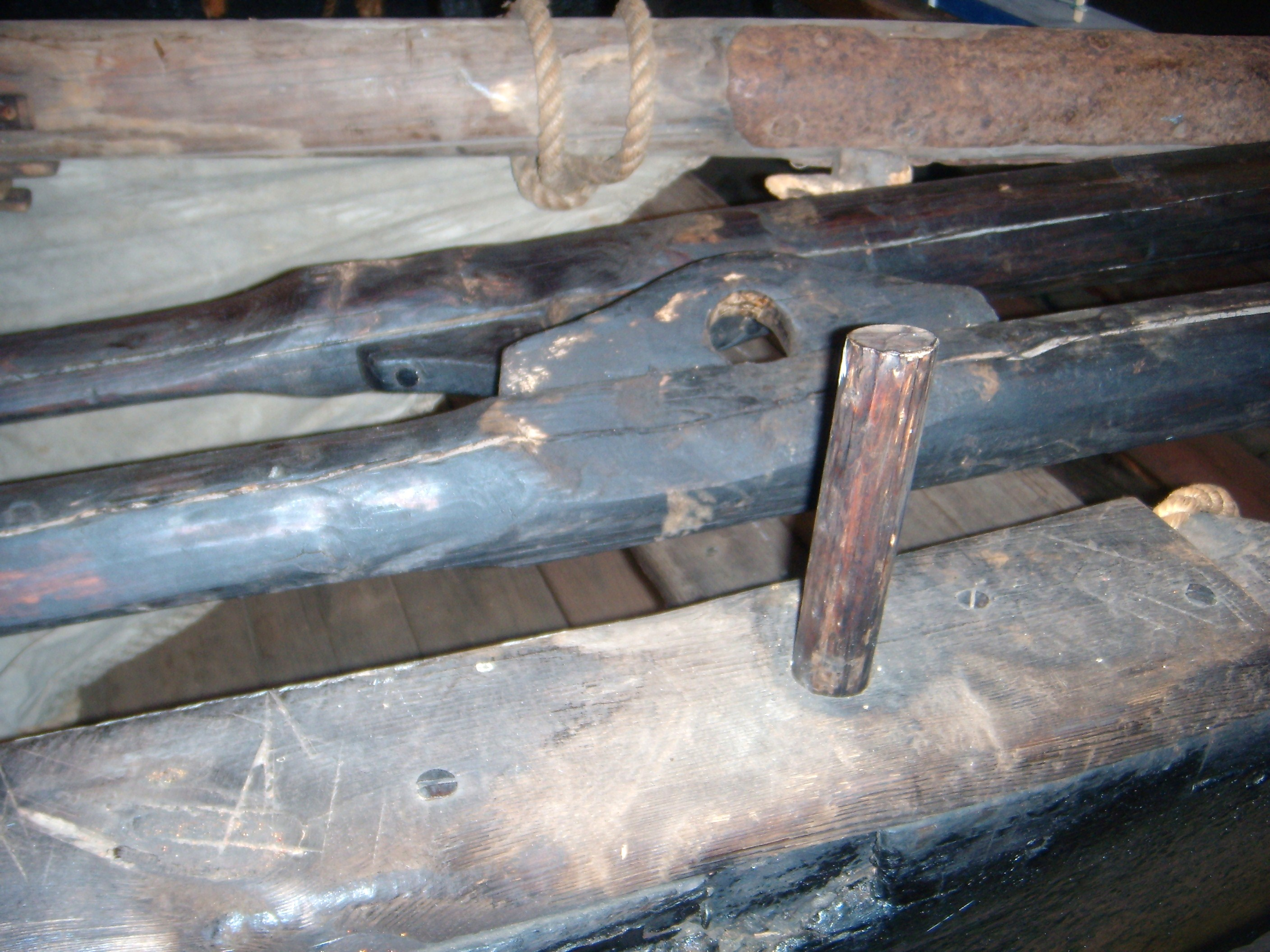
Tullapinne vanlig för fasta åror.
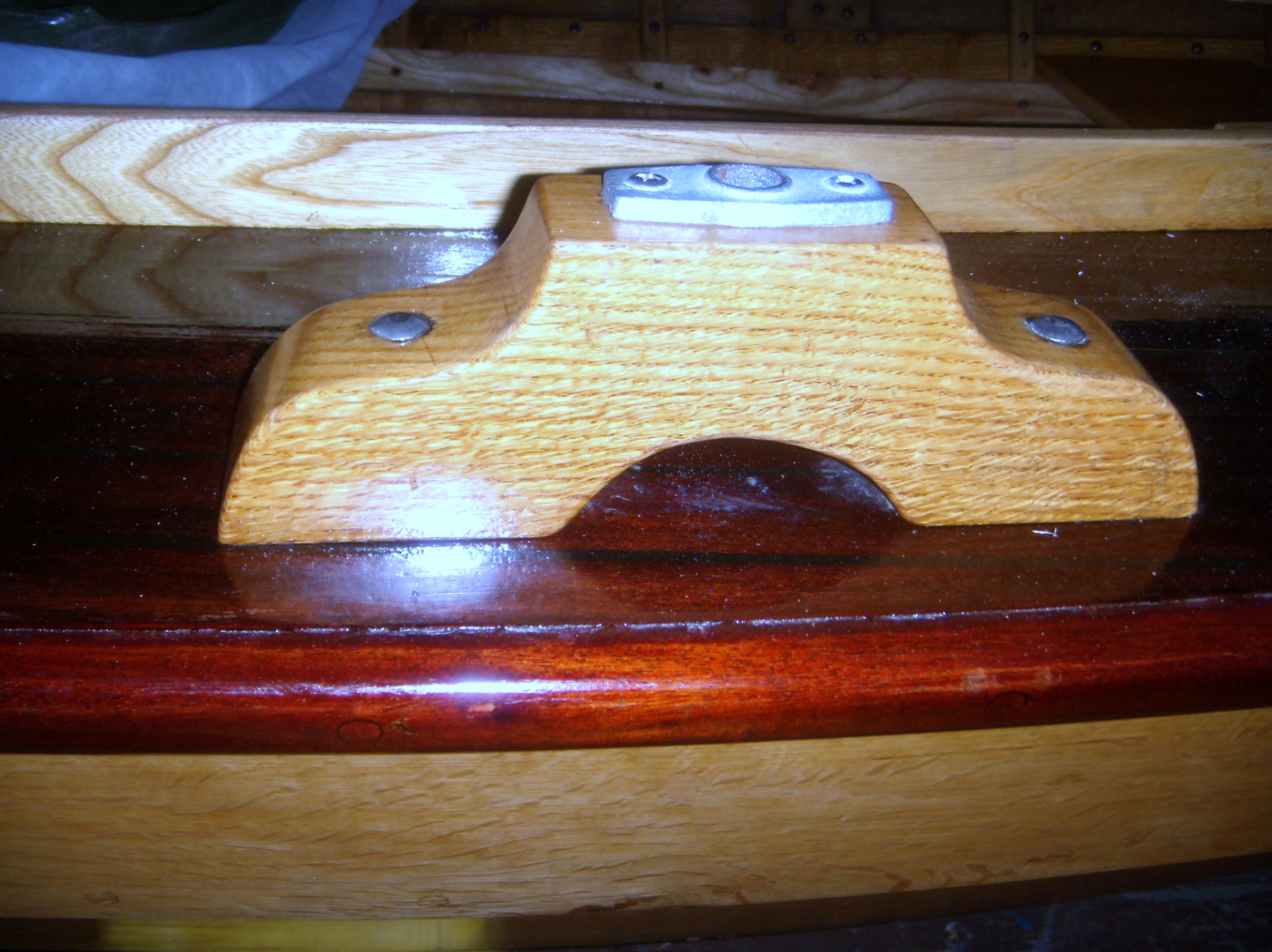
Årtull för klykor, tidigare användes här fasta tullpinnar.
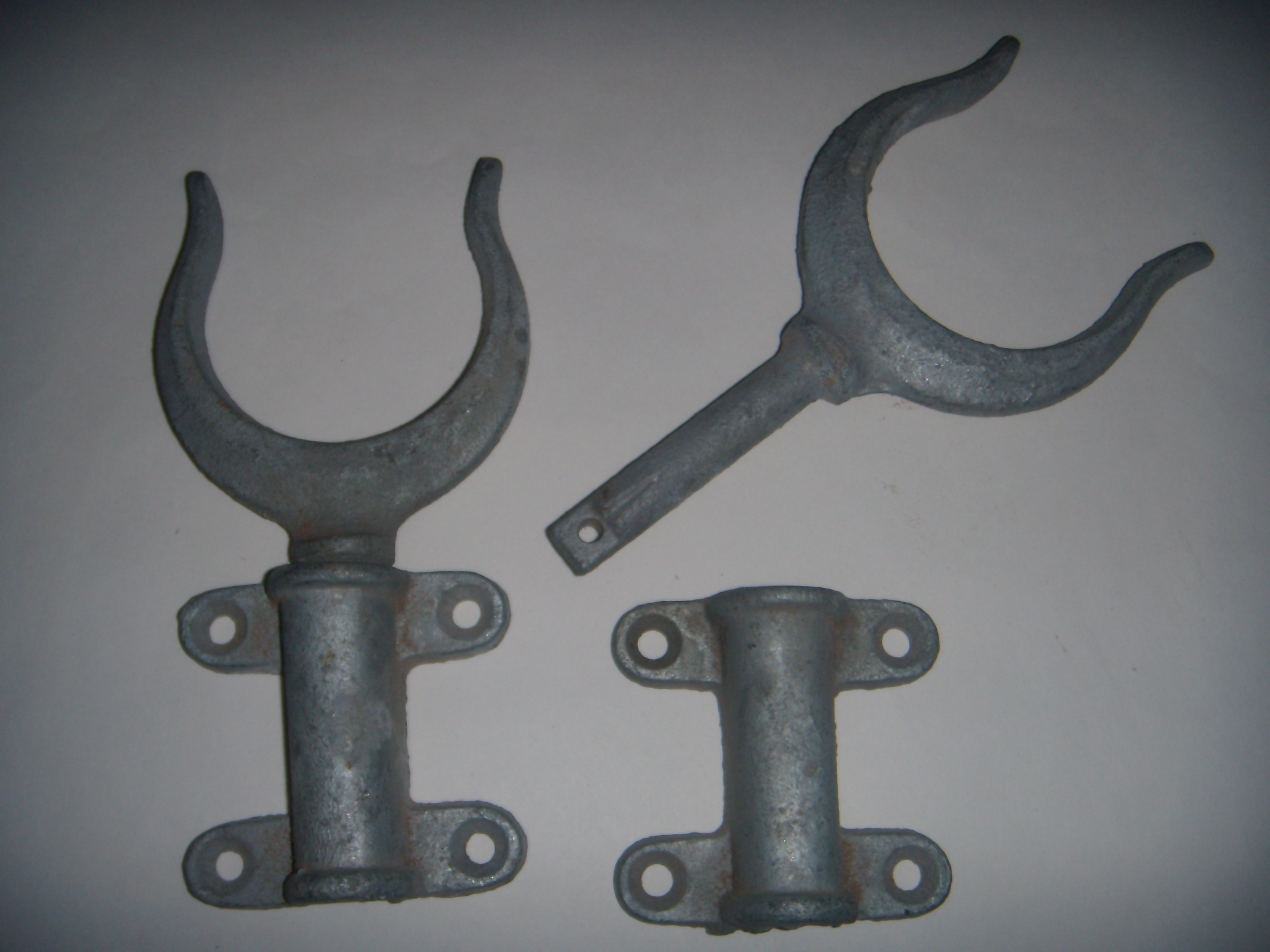
Årklykor vanliga för ej fasta åror.
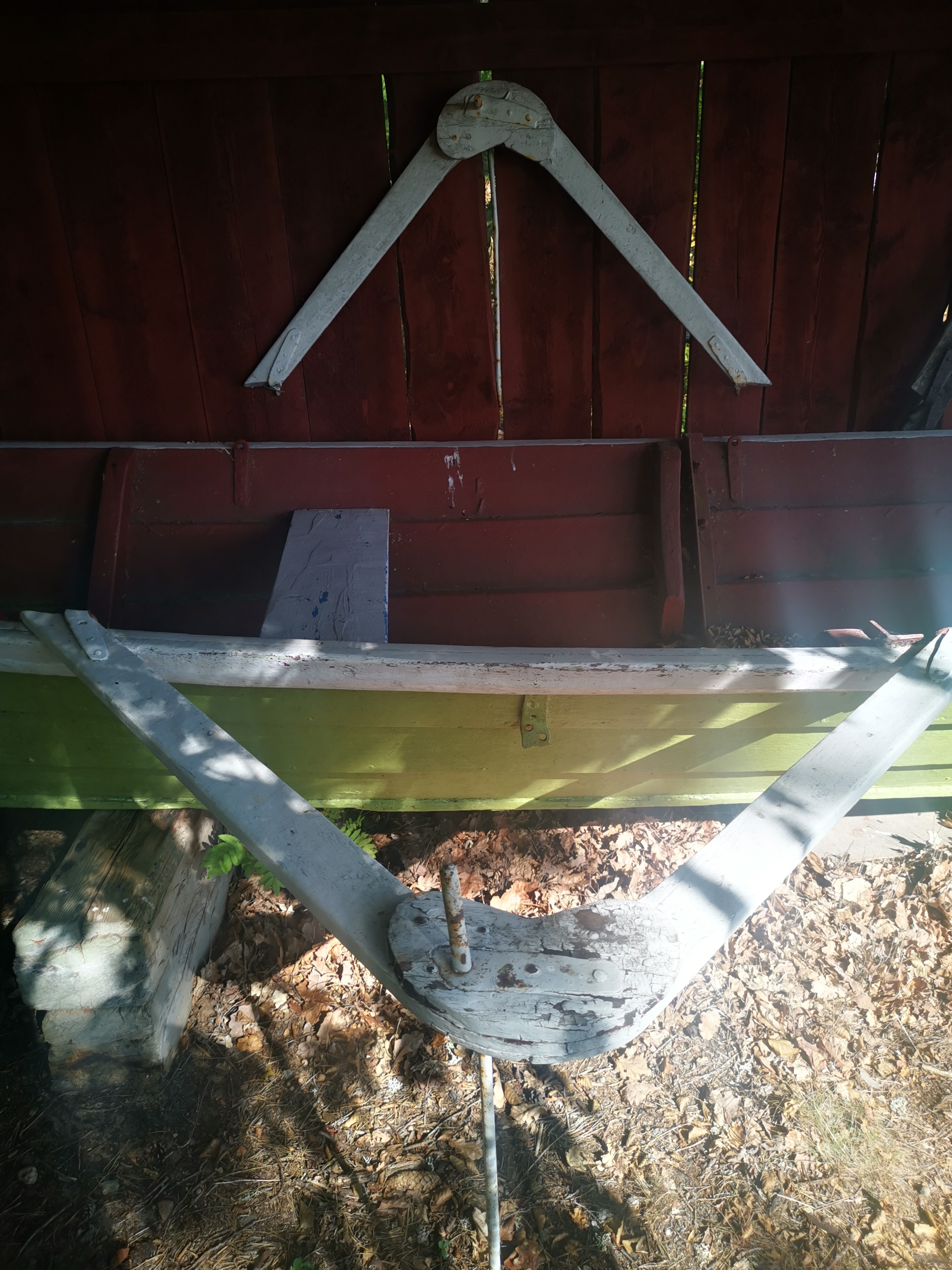
På Bolmenekan användes utriggare för att få kraft i årtagen på denna smala båttyp. Åran fästes på en tollepinne.